# Koszykarski Klub Sportowy Turów Zgorzelec
Il Turów Zgorzelec è una società cestistica avente sede a Zgorzelec, in Polonia. Fondata nel 1964, gioca attualmente nel massimo campionato polacco.

## Storia
Il club è stato fondato come polisportiva nel 1948 con il nome di K.S. Górnik Turoszów, mentre la sezione basket è stata fondata nel 1964. Raggiunge per la prima volta la massima serie del campionato polacco nel 1978-79, e dopo solo una stagione retrocede. Milita nelle serie inferiori per 25 anni, per tornare nella massima serie nel 2004.
Nel 2014, sconfiggendo in finale i campioni in carica dello Stelmet Zielona Góra, conquista il primo titolo assoluto di Campione di Polonia, ottenendo il diritto a disputare l'Eurolega 2014-15.

## Palmarès
- Campionato polacco: 1

2013-2014
- Supercoppa polacca: 1

2014